# خودمختار ۲۳۴۴
سیارک ۲۳۴۴ (به انگلیسی: 2344 Xizang، نامگذاری:1979SC1) دو هزار و سیصد و چهل و چهارمین سیارک کشف شده‌است که در ۲۷ سپتامبر ۱۹۷۹ کشف شد.
قدر مطلق سیارک برابر ۱۲٫۱۰ است.